# Guglielmo V di Orange-Nassau
Guglielmo V di Orange-Nassau (L'Aia, 8 marzo 1748 – Braunschweig, 9 aprile 1806) fu l'ultimo Statolder della Repubblica delle Sette Province Unite, e leader della fazione conservatrice.

## Biografia

### I primi anni
Nacque a l'Aia, figlio di Guglielmo IV di Orange-Nassau e della principessa Anna di Gran Bretagna.
Aveva soltanto tre anni quando il padre morì nel 1751. Egli assunse la funzione di Capo dello Stato e comandante militare nel 1766, dopo una lunga reggenza. I suoi reggenti furono:
- la madre Anna di Gran Bretagna, dal 1751 fino alla propria morte avvenuta nel 1759;
- Maria Luisa d'Assia-Kassel, sua nonna, dal 1759 fino alla propria morte avvenuta nel 1765;
- Carolina d'Orange-Nassau, sua sorella (che all'epoca aveva 22 anni mentre egli ne aveva soltanto 17), dal 1765 fino alla maggiore età di Guglielmo, nel 1766.

### Stadtholder
Guglielmo V assunse la carica di stadtholder (amministratore delegato) e capitano generale dell'esercito olandese nel 1766.
Nel 1776, la repubblica fu la prima a riconoscere il nuovo stato indipendente degli Stati Uniti. Questa azione fu suggerita dai mercanti olandesi che intravedevano i vantaggi per l'Olanda a spese della Gran Bretagna. Guglielmo ribadì l'amicizia con il regno britannico (la casa di Orange era sempre stata molto legata al regno di Gran Bretagna), ma non fu capace di fermare il riconoscimento delle ex-colonie inglesi resesi indipendenti.  Il governo inglese tentò di persuadere il governo olandese a sospendere il commercio con le loro ex-colonie, senza però riuscirvi.  Guglielmo non poteva cambiare il corso delle cose contro i suoi oppositori.
Così nel 1780 la Gran Bretagna dichiarò guerra alle Provincie Unite: dopo quattro anni, gli olandesi vennero sconfitti ed una nazione impoverita crebbe senza riposo sotto la guida di Guglielmo. Un gruppo di giovani rivoluzionari, chiamati patrioti, stava sfidando la sua autorità.  Guglielmo spostò la sua corte in Gheldria, una provincia lontana dal centro politico, ma non prese altri provvedimenti.  Questo contro le aspettative di sua moglie Guglielmina, che voleva trasferirsi a l'Aia.  Ma il convoglio reale fu fermato a Goejanverwellesluis dagli oppositori e fatto ritornare in Gheldria.
Questo fu un insulto per Guglielmina ed i suoi fratelli e pertanto Federico Guglielmo II di Prussia inviò un esercito di 20.000 uomini, al comando del duca di Brunswick-Wolfenbüttel, contro i ribelli. I patrioti si rifugiarono in Francia, giusto in tempo per vedere la caduta di Luigi XVI ed il sorgere del "potere del popolo", con lo scoppio della Rivoluzione francese.
Il 1795 fu un anno disastroso per la Repubblica delle Sette Province Unite. Sostenuti dall'esercito francese, i patrioti ritornarono in patria, proclamarono la caduta della vecchia repubblica e la nascita della Repubblica Batava.

### Morte
Guglielmo V si rifugiò in Gran Bretagna presso gli ex-nemici. Guglielmo morì in esilio a Braunschweig, ora in Germania, mentre Napoleone gli aveva sequestrato anche i territori tedeschi.  Nel 1813, suo figlio Guglielmo I dei Paesi Bassi ritornò in patria, divenendo il primo monarca del nuovo Regno Unito dei Paesi Bassi.

## Matrimonio

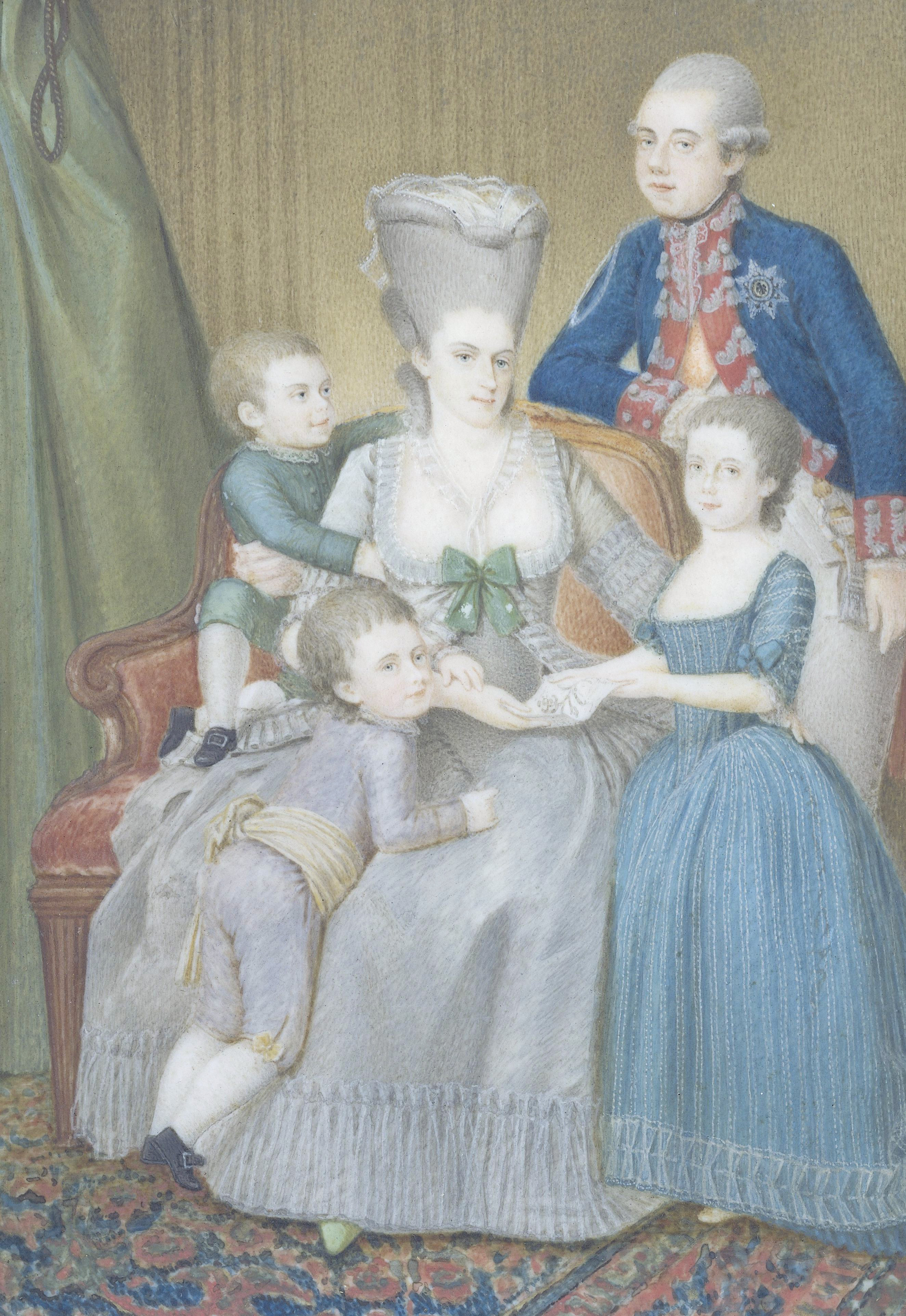
Guglielmo V d'Orange con Guglielmina di Prussia ed i loro figli: da sinistra il futuro re Guglielmo I dei Paesi Bassi, Federico e Federica Luisa Guglielmina.

Nel 1767 il principe Guglielmo sposò la principessa Guglielmina di Prussia, sorella del re Federico Guglielmo II di Prussia. Da questo matrimonio nacquero i seguenti figli:
- Federica Luisa Guglielmina (1770-1819), sposò Carlo Giorgio Augusto di Brunswick-Wolfenbüttel;
- Guglielmo Federico (1772-1843);
- Guglielmo Giorgio Federico (1774-1799).

Guglielmo V generò anche un figlio naturale:
- Carlo di Nassau, conosciuto anche come Batavo (3 settembre 1767-11 giugno 1808).

## Ascendenza
|                                   |                            |                                          | Genitori                                |  |  | Nonni |  |  | Bisnonni                           |  |  | Trisnonni                          |  |
|                                   |                            |                                          |                                         |  |  |       |  |  | Enrico Casimiro II di Nassau-Dietz |  |  | Guglielmo Federico di Nassau-Dietz |  |
|                                   |                            |                                          |                                         |  |  |       |  |  | Enrico Casimiro II di Nassau-Dietz |  |  | Guglielmo Federico di Nassau-Dietz |  |
|                                   |                            | Albertina Agnese d'Orange                |                                         |  |  |       |  |  | Enrico Casimiro II di Nassau-Dietz |  |  |                                    |  |
| Giovanni Guglielmo Friso d'Orange |                            |                                          |                                         |  |  |       |  |  | Enrico Casimiro II di Nassau-Dietz |  |  |                                    |  |
|                                   |                            | Enrichetta Amalia di Anhalt-Dessau       | Giovanni Giorgio II di Anhalt-Dessau    |  |  |       |  |  |                                    |  |  |                                    |  |
|                                   |                            | Enrichetta Amalia di Anhalt-Dessau       | Giovanni Giorgio II di Anhalt-Dessau    |  |  |       |  |  |                                    |  |  |                                    |  |
|                                   |                            | Enrichetta Amalia di Anhalt-Dessau       | Enrichetta Caterina d'Orange            |  |  |       |  |  |                                    |  |  |                                    |  |
| Guglielmo IV di Orange-Nassau     |                            | Enrichetta Amalia di Anhalt-Dessau       |                                         |  |  |       |  |  |                                    |  |  |                                    |  |
|                                   |                            | Carlo I d'Assia-Kassel                   | Guglielmo VI d'Assia-Kassel             |  |  |       |  |  |                                    |  |  |                                    |  |
|                                   |                            | Carlo I d'Assia-Kassel                   | Guglielmo VI d'Assia-Kassel             |  |  |       |  |  |                                    |  |  |                                    |  |
|                                   |                            | Carlo I d'Assia-Kassel                   | Edvige Sofia di Brandeburgo             |  |  |       |  |  |                                    |  |  |                                    |  |
| Maria Luisa d'Assia-Kassel        |                            | Carlo I d'Assia-Kassel                   |                                         |  |  |       |  |  |                                    |  |  |                                    |  |
|                                   |                            | Amalia di Curlandia                      | Giacomo Kettler                         |  |  |       |  |  |                                    |  |  |                                    |  |
|                                   |                            | Amalia di Curlandia                      | Giacomo Kettler                         |  |  |       |  |  |                                    |  |  |                                    |  |
|                                   |                            | Amalia di Curlandia                      | Luisa Carlotta di Brandeburgo           |  |  |       |  |  |                                    |  |  |                                    |  |
| Guglielmo V di Orange-Nassau      |                            | Amalia di Curlandia                      |                                         |  |  |       |  |  |                                    |  |  |                                    |  |
|                                   | Giorgio I di Gran Bretagna | Ernesto Augusto di Brunswick-Lüneburg    |                                         |  |  |       |  |  |                                    |  |  |                                    |  |
|                                   | Giorgio I di Gran Bretagna | Ernesto Augusto di Brunswick-Lüneburg    |                                         |  |  |       |  |  |                                    |  |  |                                    |  |
|                                   | Giorgio I di Gran Bretagna | Sofia del Palatinato                     |                                         |  |  |       |  |  |                                    |  |  |                                    |  |
| Giorgio II di Gran Bretagna       | Giorgio I di Gran Bretagna |                                          |                                         |  |  |       |  |  |                                    |  |  |                                    |  |
|                                   |                            | Sofia Dorotea di Celle                   | Giorgio Guglielmo di Brunswick-Lüneburg |  |  |       |  |  |                                    |  |  |                                    |  |
|                                   |                            | Sofia Dorotea di Celle                   | Giorgio Guglielmo di Brunswick-Lüneburg |  |  |       |  |  |                                    |  |  |                                    |  |
|                                   |                            | Sofia Dorotea di Celle                   | Éléonore d'Esmier d'Olbreuse            |  |  |       |  |  |                                    |  |  |                                    |  |
| Anna di Hannover                  |                            | Sofia Dorotea di Celle                   |                                         |  |  |       |  |  |                                    |  |  |                                    |  |
|                                   |                            | Giovanni Federico di Brandeburgo-Ansbach | Alberto II di Brandeburgo-Ansbach       |  |  |       |  |  |                                    |  |  |                                    |  |
|                                   |                            | Giovanni Federico di Brandeburgo-Ansbach | Alberto II di Brandeburgo-Ansbach       |  |  |       |  |  |                                    |  |  |                                    |  |
|                                   |                            | Giovanni Federico di Brandeburgo-Ansbach | Sofia Margherita di Öttingen-Öttingen   |  |  |       |  |  |                                    |  |  |                                    |  |
| Carolina di Brandeburgo-Ansbach   |                            | Giovanni Federico di Brandeburgo-Ansbach |                                         |  |  |       |  |  |                                    |  |  |                                    |  |
|                                   |                            | Eleonora Erdmuthe di Sassonia-Eisenach   | Giovanni Giorgio I di Sassonia-Eisenach |  |  |       |  |  |                                    |  |  |                                    |  |
|                                   |                            | Eleonora Erdmuthe di Sassonia-Eisenach   | Giovanni Giorgio I di Sassonia-Eisenach |  |  |       |  |  |                                    |  |  |                                    |  |
|                                   |                            | Eleonora Erdmuthe di Sassonia-Eisenach   | Giovannetta di Sayn-Wittgenstein        |  |  |       |  |  |                                    |  |  |                                    |  |
|                                   |                            | Eleonora Erdmuthe di Sassonia-Eisenach   |                                         |  |  |       |  |  |                                    |  |  |                                    |  |